# たいこうカード
たいこうカード株式会社は新潟県長岡市に本部を置く大光銀行の系列会社であり、MUFGカードとジェーシービーのフランチャイジー関係を持つカード会社である。

## 関連会社
- 大光銀行
- 三菱UFJニコス
- ジェーシービー